# Луоян
Луоян (на традиционен китайски: 洛陽, на опростен китайски: 洛阳, на пинин: Luòyáng) е град в провинция Хънан, Източен Китай. Луоян е с население от 1 857 003 жители, а в по-големия градски район живеят 6 549 941 жители (2010 г.). Намира се в часова зона UTC+8. Телефонният му код е 379. Разполага с ЖП гара.

## Известни личности
Починали в Луоян
- Ан Лушан (703 – 757), военачалник
- Арджу Жун (493 – 530), военачалник
- Бан Чао (32 – 102), военачалник
- Джан Хън (78 – 139), астроном

## Побратимени градове
- Окаяма (Япония)
- Пловдив (България)
- Толиати (Русия)
- Тур (Франция)